# Saint-Huruge
Saint-Huruge ist eine französische Gemeinde mit 52 Einwohnern (Stand 1. Januar 2022) im Département Saône-et-Loire in der Region Bourgogne-Franche-Comté (vor 2016 Bourgogne). Die Gemeinde gehört zum Arrondissement Mâcon und zum Kanton Cluny (bis 2015 Saint-Gengoux-le-National).

## Geografie
Saint-Huruge liegt etwa 39 Kilometer nordwestlich von Mâcon und etwa 29 Kilometer südwestlich von Chalon-sur-Saône.
Nachbargemeinden von Saint-Huruge sind Burzy im Norden, Saint-Ythaire im Osten und Südosten, Sigy-le-Châtel im Süden, Saint-Martin-la-Patrouille im Westen sowie Joncy im Nordwesten.

## Geschichte
Saint-Huruge war Namensgeber für eine Markgrafschaft, deren berühmtester Vertreter Victor Amédée de La Fage war. Mit seinem Tod 1801 endete auch der Titel bzw. die Existenz dieses Lehens. 

## Bevölkerungsentwicklung
| Jahr                      | 1962 | 1968 | 1975 | 1982 | 1990 | 1999 | 2006 | 2011 | 2016 |
| Einwohner                 | 56   | 46   | 44   | 43   | 43   | 50   | 66   | 60   | 54   |
| Quelle: Cassini und INSEE |      |      |      |      |      |      |      |      |      |

## Sehenswürdigkeiten
- Kirche Saint-Eusèbe aus dem 11. Jahrhundert, Monument historique seit 1950
- Schloss Saint-Huruge

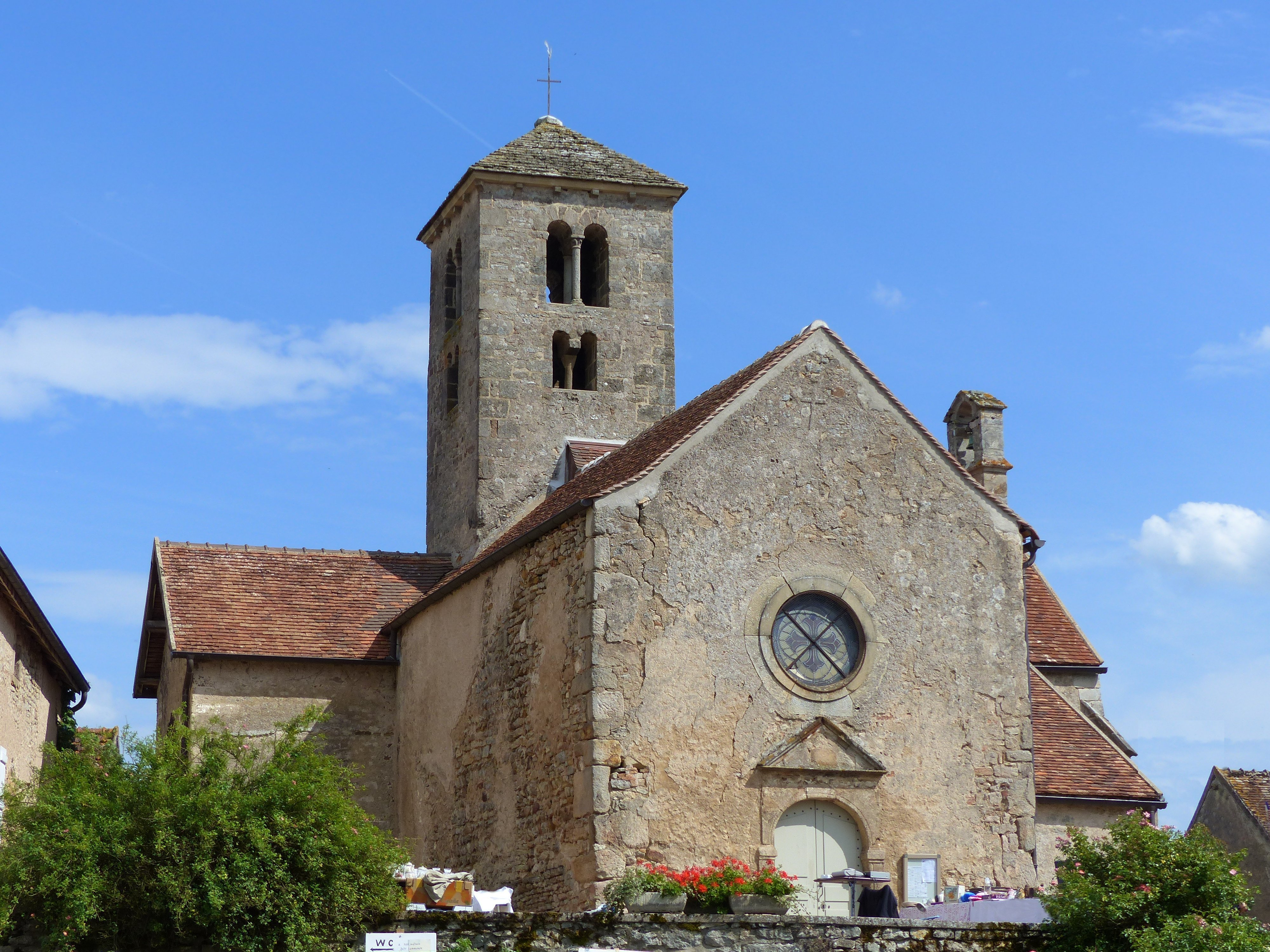
Kirche Saint-Eusèbe
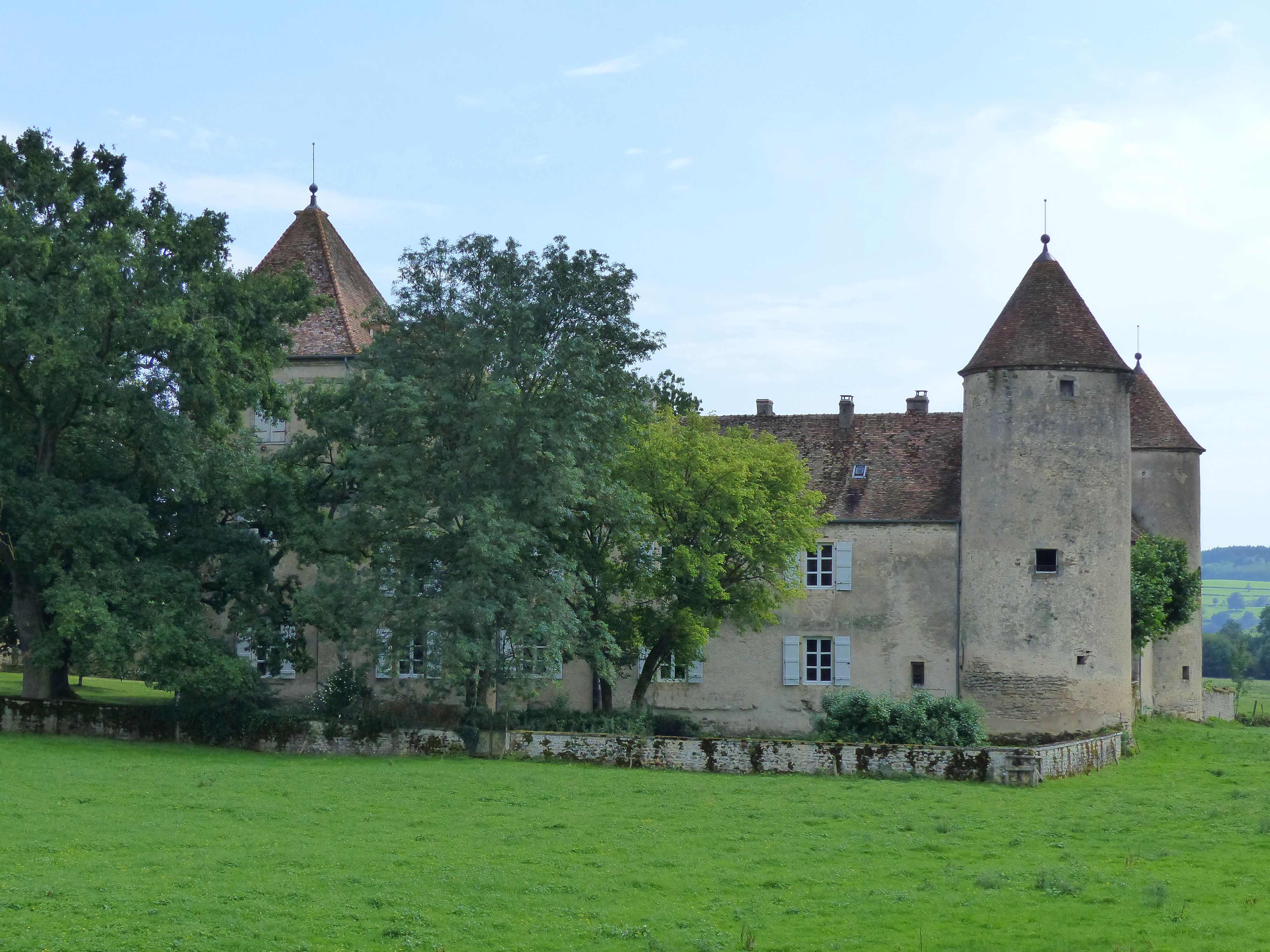
Schloss Saint-Huruge